# Замок Лоарре

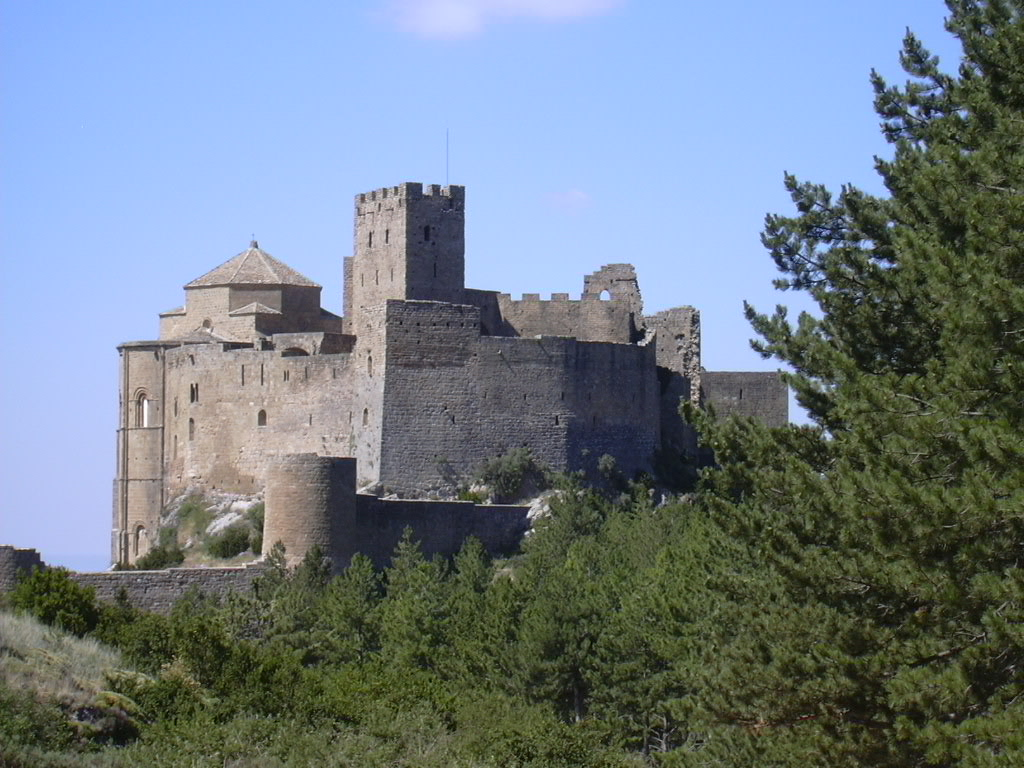

Замок Лоарре (кат. Castillo de Loarre) — испанская крепость в регионе Арагон, неподалёку от испанско-французской границы, в 35 километрах от городка Уэска (исп. Huesca). Это самое древнее известное в наши дни испанское оборонительное сооружение. И сегодня его укреплённые стены и башни ярко выделяются на фоне окружающих равнин и напоминают нам времена, когда за господство над Пиренейским полуостровом сражались христиане и мавры, а власть арагонских королей распространялась далеко за границы современного кусочка Испании с одноимённым названием.
Замок Лоарре за всю свою долгую историю успел повидать столько всего, что не каждый сохранившийся до наших дней исторический памятник смог бы похвастаться таким количеством воспоминаний. Он видел, как культуры сменяли друг друга, шли кровопролитные войны за власть, менялись взгляды, нравы, религии, мода, шли века. Замок Лоарре стал свидетелем укрепления и роста могущества испанского королевства. Ему пришлось побывать не только укрепительно-оборонительным сооружением, но и королевской резиденцией и даже монастырём. Шли времена христианско-мусульманского противостояния, и храмовое сооружение на самой границе двух вражеских сторон было очень важным для христиан.
И вот сегодня, чудом переживший все потрясения и пройдя огромное количество испытаний, замок Лоарре видит по большей части только туристов. Считается что Castillo de Loarre — самая прекрасно сохранившаяся римская крепость во всей Европе. Его положение некогда обеспечивало прекрасный контроль всех окружающих земель. Сегодня, его величественные, вызывающие уважение каменные формы всё также грозно стоят на страже арагонских земель.

## История строительства
Официально история замка начинается в XI веке, но благодаря археологическим раскопкам на его территории, были обнаружены помимо всего прочего, древнеримские монеты, а это говорит о том, что укрепления в этих местах возводились и ранее. Замок строился не по чёткому плану, и на сегодняшний день он имеет десять башен как круглой, так и квадратной формы, а вся крепость представляет собой хорошо укреплённую территорию площадью 220 квадратных метров. Сохранились остатки предполагаемой сторожевой башни. Её следы имеются возле восточных ворот в замок. По-видимому, башня была построена отдельно от всего комплекса. Главным доступом в замок является большая «дверь Королей» — вход в так называемую двойную башню. Замок Лоарре расположен на мысе из известняка, поэтому и в качестве основного материала для строительства были выбраны известняковые блоки. Этот материал давал большое преимущество оборонявшимся при осаде крепости. Ведь привычным способом её стены теперь уже невозможно было заминировать. С того времени до наших дней сохранились многочисленные башни, отстроенные в разное время, внутренний двор замка с колодцем, старинная часовня, а также подземный проход — крипта. Замок имеет статус объекта культурного наследия Испании и может стать частью Всемирного наследия ЮНЕСКО.

## История замка
История замка Лоарре начинается в так называемых тёмных веках. Предположительно построенный на месте древнеримской крепости, существовавшей на этих местах ещё до начала Средневековья, замок Лоарре появляется в исторических хрониках между 1015 и 1023 годами. Большинство источников, в которых можно узнать о сегодняшнем замке, появляются с 1033 года. Наваррский король Санчо Третий считается основателем замка, а тогдашняя крепость возводилась в качестве форпоста. Затем замок был значительно расширен до того состояния, которое можно увидеть сегодня. Произошло это при короле Санчо Рамиресе, который во второй половине XI века сумел отвоевать замок у захвативших его мусульман. Во время его же правления Лоарре начал превращаться в монастырь. К XII веку арагонские земли расширились в южных направлениях, и замок потерял свои защитно-оборонительные функции. Жители подножий замка переселились в городок, который и сегодня носит одноимённое название — Лоарре. Последующие века стали временем борьбы королей и знати. В 1413 году замок задела Столетняя война французов и англичан. Затем Лоарре переходил в руки других собственников, оставивших свой след в истории и внешнем виде сегодняшнего замка. В XIX веке, когда-то грозная оборонительная крепость стала прибежищем для пастухов и домашнего скота.

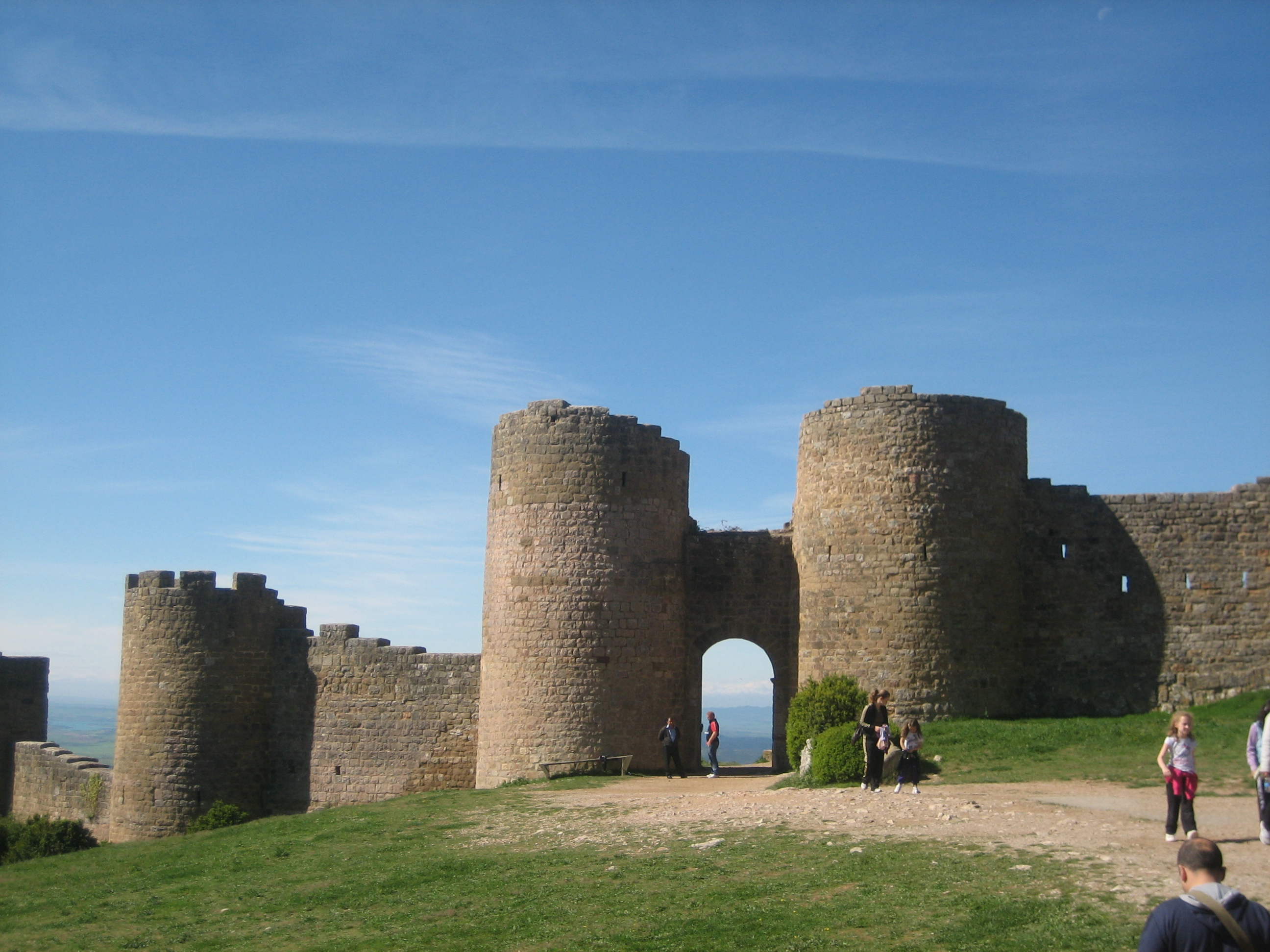
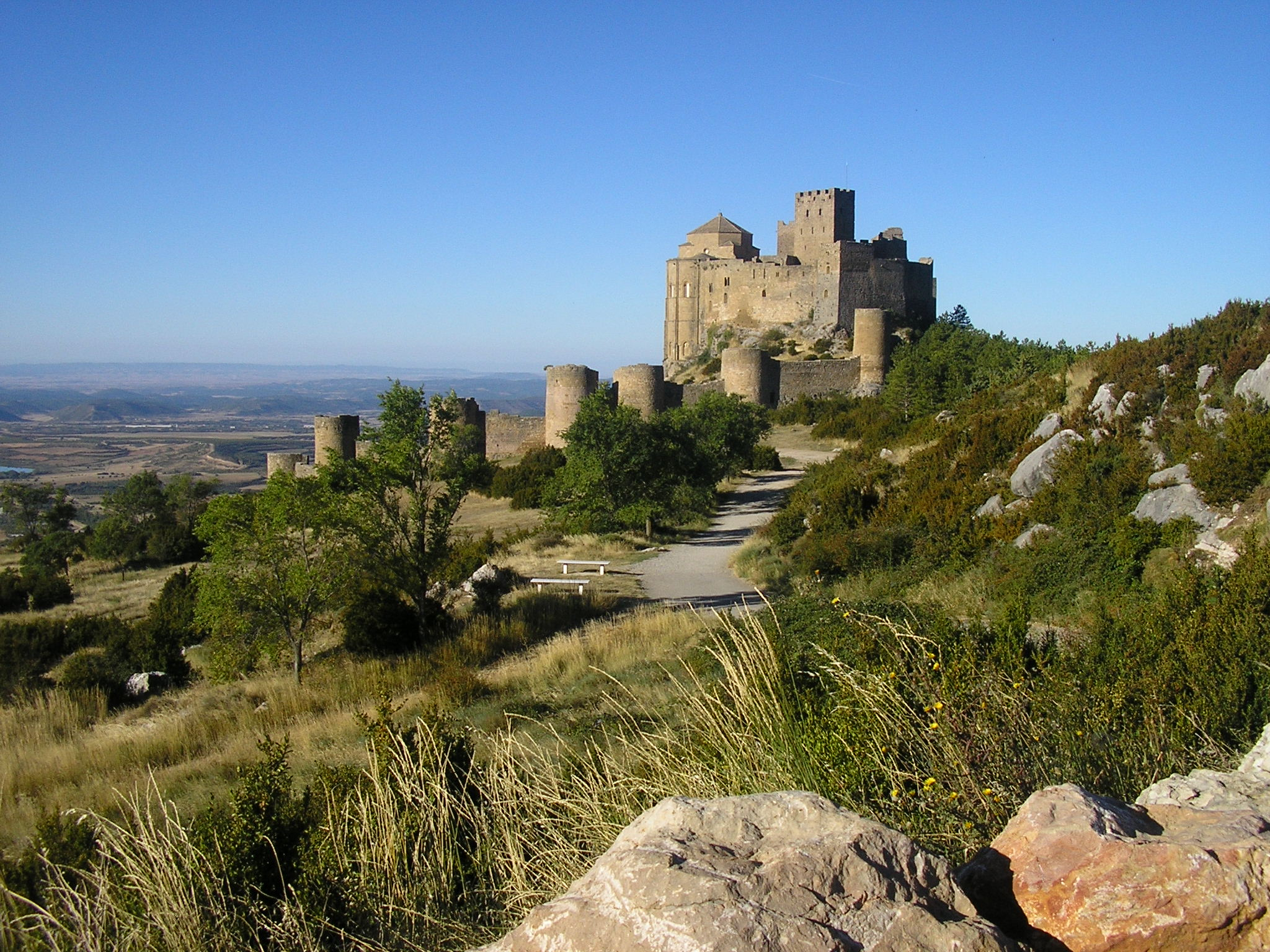
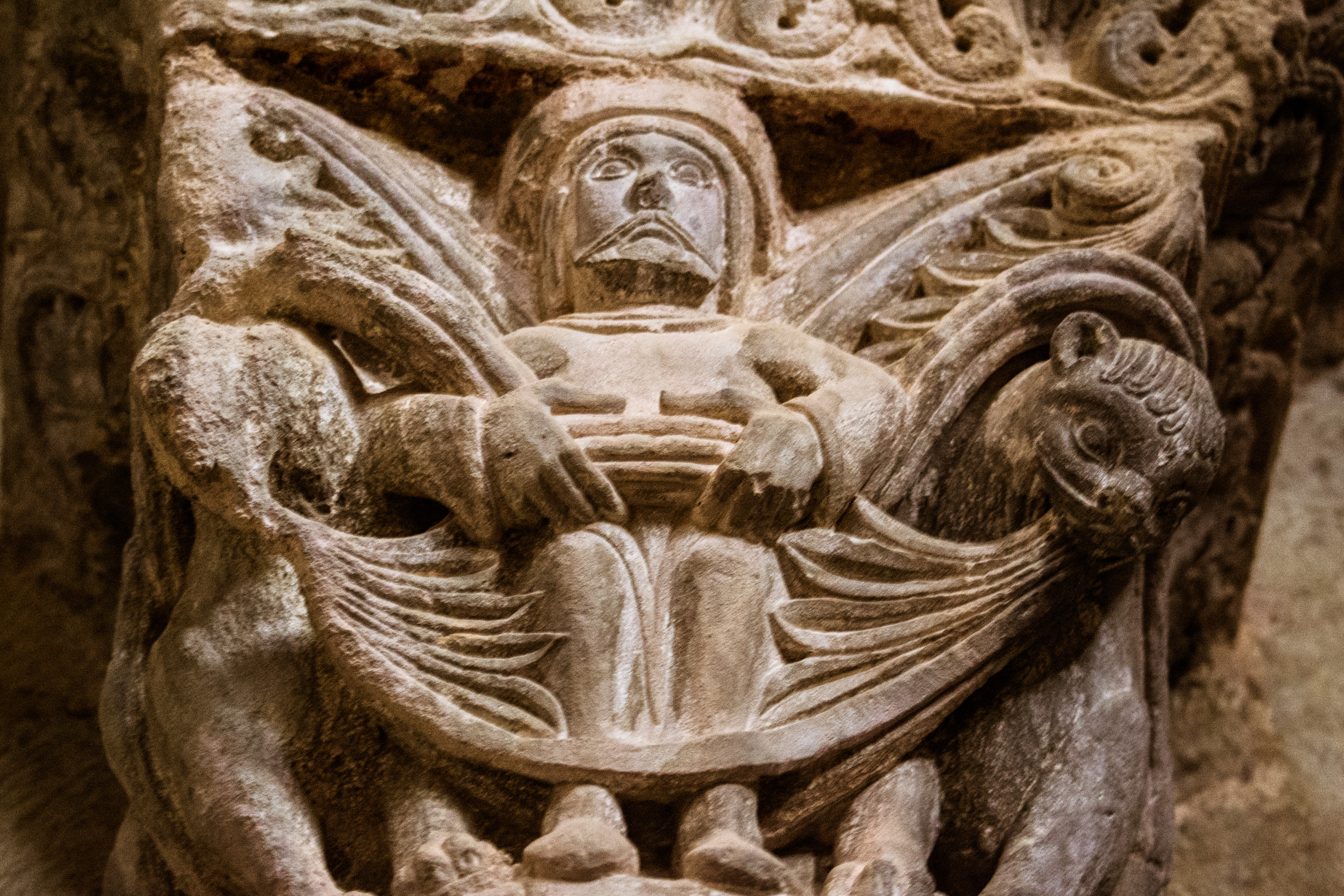